# Reaper Entertainment
Reaper Entertainment ist ein deutsches, 2017 gegründetes Heavy-Metal-Musiklabel mit Sitz in Abtsgmünd, Baden-Württemberg. Es veröffentlicht Musik aus Subgenres wie Power Metal, Melodic Metal und Death Metal.

## Geschichte
Das Unternehmen wurde 2017 als Einzelunternehmen von Florian Milz und Gregor Rothermel gegründet und durch Soulfood weltweit vertrieben. Im Jahr 2018 veröffentlichte das Unternehmen insgesamt sechs Alben, unter anderem Dead and Alive von Parasite Inc., das Platz 33 in den Deutschen Album-Charts erreichte. Das 2020 veröffentlichte Metal-Church-Album From the Vault hielt sich zwei Wochen lang in den Deutschen Album-Charts. Im Jahr 2021 erreichte mit dem Memoriam-Album To the End ein Album des Labels mit dem neunten Platz erstmalig die Top 10 der deutschen Album-Charts. 2022 erreichten weitere Alben die deutschen Album-Charts:
- Milking the Goatmachine – Nach uns die Grindflut (Platz 55)
- Parasite Inc. – Cyan Night Dreams (Platz 21),
- Voodoo Kiss – Voodoo Kiss (Platz 42) und
- Tankard – Pavlov’s Dawgs (Platz 8).

Im Dezember 2022 stieg Achim Ostertag (Summer-Breeze-Organisator) in das Unternehmen mit ein, welches in diesem Zuge in eine GmbH umgewandelt wurde.
2023 kamen weitere Platzierungen in den deutschen Album-Charts dazu:
- Memoriam – Rise to Power (Platz 10),
- Majesty – Back to Attack (Platz 21),
- Metal Church – Congregation of Annihilation (Platz 14),
- Valkeat – Fireborn (Platz 60),
- Milking the Goatmachine – Neue Platte (Platz 55),
- Warmen – Here for None (Platz 21).[4]

## Künstler
- Altaria
- Anthem
- April Art
- Adrian Benegas
- Dead Alone
- Elvenking
- Evil Drive
- Final Strike
- Gladenfold
- Kambrium
- Majesty
- Memoriam
- Mental Care Foundation
- Metal Church
- Moon Shot
- Motorjesus
- MyGrain
- Neck Cemetery
- Necrotted
- The Privateer
- Robse
- Silver Bullet
- SkyEye
- Suotana
- Tankard
- Valkeat
- Voodoo Gods
- Voodoo Kiss
- Warmen
- Wolfchant